# KK文化
先傳媒集團有限公司，簡稱先傳媒集團，以及先傳媒（英語：Cinderella Media Group Limited，港交所：0550），在2009年3月30日，由當時才庫媒體集團有限公司（後來已併入先傳媒集團有限公司）分拆一家專門從事航空廣告業務，其後已包括航機雜誌及招聘雜誌廣告，也就是主要品牌《Recruit》等。
最初當時當時母公司分拆在香港交易所主板介紹形式上市，但由於受到市況波動影響而被終止。
而在2011年10月25日，計劃由原本才庫媒體集團有限公司名稱，改為「先傳媒集團有限公司」，最後在股東大會通過。
總部位於香港北角英皇道625號26樓。董事會主席溫兆裘，總裁為劉竹堅。
據了解，鷹君集團有限公司和相關企業及人士，持有6.8%股權。

## 連結
- CinderellaGroup.com.hk （页面存档备份，存于）